# Роєт (провінція)
Роєт (тай. ร้อยเอ็ด) — провінція на сході Таїланду, розташована в регіоні Ісаан. Адміністративний центр і найбільше місто — Роєт.
Площа 8299 км². Населення — 1 305 211 осіб (на 2014 рік).